# 小行星6555
小行星6555（英語：6555）是一颗围绕太阳公转的小行星。1989年10月29日，小島卓雄在千代田发现了此天体。
这颗小行星的绝对星等为182.32928等。